# Агарак (район Аштарака)
Агара́к (арм. Ագարակ) — село на юго-востоке Арагацотнской области в Армении.
Главой сельской общины является Ваган Хачатрян.

## География
Расположено в 25 км от Еревана, в 7 км от административного центра Аштарак, в предгорьях горы Арагац (4090 м). В непосредственной близости проходит автомагистраль Аштарак—Талин. Через селение протекает река Амберд (приток реки Касах).

## История
Иван Шопен отмечал, что согласно сведениям из "Камерального описания", составленного в 1829-1831 годах, в селе Акерак Карпи-басарского магала Эриванской провинции проживало 318 человек, из которых 166 - мусульмане ("мюгаммедане") и 152 - армяне, переселившиеся из Персии после заключения Туркманчайского договора (1828) сторонами русско-персидской войны.
По данным «Сборника сведений о Кавказе» за 1880 год в селе Акерак Эчмиадзинского уезда по сведениям 1873 года было 59 дворов и проживало 388 человек (215 - мужского пола, 173 - женского), в основном азербайджанцев шиитского вероисповедания. Также в селе была мечеть. 
По данным Кавказского календаря на 1912 год, в селе Акарак Эчмиадзинского уезда проживало 542 человек, в основном азербайджанцев, указанных как «татары».
В 1919 году в селе поселились армянские беженцы из Битлиса и Вана, которым удалось спастись от турок во время Геноцида армян. На территории деревни сохранилась стена армянской церкви и надгробные плиты с армянскими надписями (IV-V вв. н.э.). Днем возрождения деревни Агарак считается 4 октября 2008 года, в день открытия и освящения Католикосом всех Армян Гарегином Вторым, Церкви Святой Богородицы.

## Наши дни
Проживают преимущественно армяне, постоянное населения около 1600-1700 человек. В селе 400 домов, часть из них принадлежит жителям Еревана и Аштарака родом из Агарака, и используются как дачи. Основное занятие населения — сельское хозяйство, добыча строительного камня. В Агараке есть среднеобразовательная школа, магазины, парикмахерская, АЗС, предприятия малого бизнеса.

## Достопримечательности
- Археологическая местность в Агараке (III тыс. до н.э.—XVIII в. н.э.) принадлежит к Куро-Араксской культуре[6]
- Церковь Святой Богородицы (IV-V в н.э.) на 80 процентов разрушена временем.
- 4 октября 2008 г. открыта церковь Святой Богородицы, освященная Католикосом всех Армян Гарегином II. В 2010 г. была пристроена колокольня, приуроченная к 300-летию армянской общины в Санкт-Петербурге. Церковь и колокольня построены по инициативе и на средства почетного гражданина Агарака петербуржца Грачья Мисаковича Погосяна.
- 23 мая 2007г. открыт парковый мемориал, посвященный погибшим в Великой Отечественной войне. Возведен монумент 43-м воинам села Агарак, фамилии которых вписаны на русском и армянском языках. Открытие проходило при участии генерала-армии Виктора Федоровича Ермакова.
- 9 января 2011г. открыт детский развлекательно-образовательный городок, в память об основателях села Агарак.
- 6 октября 2013г. открыт памятник посвященный 40-летию побед легендарного футбольного клуба «Арарат-73» и 5-й годовщине возрождения Агарака.